# Station Szczebrzeszyn
Station Szczebrzeszyn is een spoorwegstation in de Poolse plaats Brody Małe.